# Rod Dyachenko
Rodion Sergeyevich "Rod" Dyachenko (Родион Сергеевич Дьяченко; sinh ngày 22 tháng 9 năm 1983 tại Georgiyevsk) là một cầu thủ bóng đá người Nga đã giải nghệ.